# El Berenguer
El Berenguer és un mas al sud-est del terme d'Avinyó (el Bages), però molt més proper i ben comunicat amb els nuclis de Calders i Moià (ambdós adscrits a la comarca administrativa del Moianès) que no pas amb el primer.

## Arquitectura
La masia està orientada a migdia, on hi ha una portalada de mig punt adovellada. Als anys 1960 s'hi realitzaren obres de remodelació, s'arrebossà l'exterior i s'hi afegí un pis de nova construcció a la cara de ponent, tot aprofitant, però, les dues plantes de l'antic edifici. Un contrafort apuntala i dona solidesa al mur de la façana principal.
El mas és de planta rectangular i està cobert amb una teulada a doble vessant. Presenta tres plantes: baixos, primer i segon pis. Les finestres i el balcó de la part més antiga de la masia estan ben delimitades amb pedra.

## Història
Hi ha documentació des del 1376, en què consta la compra venda d'unes terres de vinya pertanyents a aquest mas.
La masia ha sofert remodelacions al llarg del temps, però es pot distingir una part antiga, on se situa la porta adovellada i un contrafort.